# Daihatsu Mira e:S
Daihatsu Mira e:S — автомобиль японской компании Daihatsu. Относится к категории кей-каров.
Выпускается с сентября 2011 года по настоящее время. Собирается на заводе в городе Накацу. «e:S» расшифровывается как Eco (Ecology, Economy) и Smart.
С 10 мая 2012 года автомобиль выпускается компанией Toyota под названием Toyota Pixis Epoch (яп. トヨタ・ピクシスエポック, хепбёрн Toyota Pikushisu Epokku), а с 21 декабря того же года автомобиль выпускается компанией Subaru под названием Subaru Pleo Plus (яп. スバル・プレオプラス, хепбёрн Subaru Pureo Purasu).

## Технические характеристики
Пятидверный автомобиль Daihatsu Mira e:S выпускается в двух кузовах — DBA-LA300S и DBA-LA310S.
Силовая установка — 3-цилиндровый 12-клапанный бензиновый двигатель объёмом 658 см³. Модель двигателя — KF-VE5. С августа 2013 года все автомобили оснащены системой Start-Stop, которая автоматически отключала двигатели при скорости менее 11 км/ч. Благодаря этому удалось снизить расход топлива, который стал составлять 33,4 км/л для переднеприводных моделей и 30,4 для полноприводных моделей, до этого расход топлива составлял 32,0 км/л и 30,0 км/л соответственно. До июля 2014 года мощность двигателя составляла 52 лошадиные силы, а степень сжатия — 11,3. В июле 2014 года произошёл рестайлинг модели, улучшения коснулись и двигателя. На автомобиль начали устанавливать двигатели, работающие по циклу Аткинсона, мощностью 49 лошадиных сил и степенью сжатия 12,2. Также двигатель оборудован системой DVVT (аналог VVT-i). Благодаря этому удалось снизить расход топлива, теперь он составляет 35,2 км/л для автомобилей с передним приводом и 32,2 для полноприводных автомобилей.
Масса автомобиля составляет 730—790 килограмм в зависимости от комплектации. Минимальный радиус поворота — 4,4 м. Объём топливного бака до июля 2014 года — 34 литра, в настоящее время — 30 литров.

## Галерея

### Первое поколение (LA300; 2011)
- Mira e:S D (LA300S)
- Mira e:S Xf SA 4WD (LA310S)
- Mira e:S Xf Limited SA 4WD (LA310S)
- Toyota Pixis Epoch (LA300A)
- Subaru Pleo Plus G SA (LA300F)
- Интерьер

### Второе поколение (LA350; 2017)
- Mira e:S X SA III (LA350S)
- Mira e:S X SA III (LA350S)
- Toyota Pixis Epoch L 4WD (LA360A)
- Subaru Pleo Plus F (LA350F)
- Интерьер